# Broadcast (banda)
Broadcast fue un grupo de música electrónica, originarios de Kings Heath en Birmingham, Inglaterra. Los miembros originales fueron Trish Keenan (cantante), Roj Stevens (teclado), Tim Felton (guitarra), James Cargill (bajo), y varios baterías que pasaron por la formación, como Keith York, Phil Jenkins, Jeremy Barnes, Steve Perkins y Neil Bullock. En el año 2005, la banda estuvo compuesta por Keenan y Cagill, después de que Felton dejara el grupo para formar un nuevo proyecto, Seeland, con Billy Bainbridge, quien formó el grupo Plone, también de Birmingham, en el sello Warp. El estilo de la banda es una mezcla de sonidos electrónicos e influencias vocales de los años 60 adoptadas por Keenan. Se encuentra también muy influenciado por la banda psicodélica americana de la década de los 60 The United States of America, y utiliza muchos de los mismos efectos electrónicos. También guarda semejanza con la banda Stereolab. Sin embargo, y a pesar de estar emparentado con estas bandas, su sonido se muestra más oscuro e inclasificable, con samples deformados y distorsiones analógicas que le otorgan un sonido entre retro-futurista y de ciencia ficción. 
Los primeros trabajos de la banda fueron sencillos editados en Wurlitzer Jukebox Records ("Accidentals") y Duophonic records ("The book lovers") a mediados de los 90. Pronto llamaron la atención de Warp Records, que recopiló sus sencillos en 1997 bajo el nombre de Work and Non Work. Los siguientes trabajos fueron publicados por Warp Records, en Europa y por Tommy boy records en Estados Unidos. Además, su canción "Before we begin" fue usada en la cuarta temporada de la serie americana The L word, y "The book lovers" apareció en la banda sonora de la película "Austin powers".
A finales de 2009 publicaron un miniálbum experimental junto a The Focus Group, alias del diseñador gráfico Julian House, al que titularon Investigate Witch Cults Of The Radio Age.
El 14 de enero de 2011, Trish falleció a causa de complicaciones derivadas de una neumonía. Tras su muerte, la banda llegó a un hiatus indefinido, y únicamente quedó como único miembro en la actualidad, el integrante James Cargill.

## Discografía

### Álbumes
| Año                            | Título | Listas de éxitos         | Listas de éxitos          |
| Año                            | Título | Top Electronic Albums[4] | Top Independent Albums[4] |
| ------------------------------ | --- | ------------------------ | ------------------------- |
| 2000                           | The Noise Made By People - Fecha: 20 de marzo de 2000 - Sello: Warp - Formato: CD, LP                                                          | —                        | —                         |
| 2003                           | Haha Sound - Fecha: 11 de agosto de 2003 - Sello: Warp - Formato: CD, LP                                                                       | 8                        | 50                        |
| 2005                           | Tender Buttons - Fecha: 19 de septiembre de 2005 - Sello: Warp - Formato: CD, LP                                                               | —                        | —                         |
| 2009                           | Broadcast and The Focus Group Investigate Witch Cults of the Radio Age - Fecha: 26 de octubre de 2009 - Sello: Warp - Formato: CD, LP, digital | —                        | —                         |
| 2013                           | Berberian Sound Studio - Fecha: 7 de enero de 2013 - Sello: Warp - Formato: CD, LP, digital                                                    |                          |                           |
| "—" no aparecieron en la lista | |                          |                           |

### Discos recopilatorios
| Año                             | Título | Listas de éxitos         | Listas de éxitos |
| Año                             | Título | Top Electronic Albums[4] |                  |
| ------------------------------- | --- | ------------------------ | ---------------- |
| 1997                            | Work and Non Work - Fecha: 9 de junio de 1997 - Sello: Warp - Formato: CD, LP, Casete                         | —                        |                  |
| 2006                            | The Future Crayon - Fecha: 11 de agosto de 2006 - Sello: Warp - Formato: CD, LP, digital                      | 22                       |                  |
| 2024                            | Spell Blanket - Collected Demos 2006-2009 - Fecha: 3 de mayo de 2024 - Sello: Warp - Formato: CD, LP, Digital |                          |                  |
| "—" no aparecieron en la lista. | |                          |                  |

### EP
| Año  | Título                                                                                |
| ---- | ------------------------------------------------------------------------------------- |
| 1996 | The Book Lovers - Fecha: 25 de noviembre de 1996 - Sello: Duophonic - Formato: CD, LP |
| 2000 | Extended Play - Fecha: 21 de febrero de 2000 - Sello: Warp - Formato: CD, LP          |
| 2000 | Extended Play Two - Fecha: 25 de septiembre de 2000 - Sello: Warp - Formato: CD, LP   |
| 2003 | Pendulum - Fecha: 5 de mayo de 2003 - Sello: Warp - Formato: CD, LP                   |
| 2003 | Microtronics, Volume 01 - Fecha: 5 de mayo de 2003 - Sello: Warp - Formato: 3" CD     |
| 2005 | Microtronics, Volume 02 - Fecha: septiembre de 2005 - Sello: Warp - Formato: 3" CD    |
| 2009 | Mother Is the Milky Way - Fecha: octubre de 2009 - Sello: Warp - Formato: CD          |

### Sencillos
| Año  | Título             | Álbumes                  |
| ---- | ------------------ | ------------------------ |
| 1997 | "Accidentals"      | Work and Non Work        |
| 1997 | "Living Room"      | Work and Non Work        |
| 1999 | "Echo's Answer"    | The Noise Made by People |
| 1999 | "Drums on Fire"    | Inédito                  |
| 2000 | "Come On Let's Go" | The Noise Made by People |
| 2005 | "America's Boy"    | Tender Buttons           |